# Malpighia horrida
Malpighia horrida är en tvåhjärtbladig växtart som beskrevs av John Kunkel Small. Malpighia horrida ingår i släktet Malpighia och familjen Malpighiaceae. Inga underarter finns listade i Catalogue of Life.